# Sowjetische Transportfliegerkräfte
Die Sowjetischen Transportfliegerkräfte (russisch Воздушно-десантные войска Вооружённых Сил СССР) waren ein Teil der Luftstreitkräfte der Sowjetunion. Ihre Aufgabe bestand im Absetzen von Luftlandetruppen, der Verlegung von Truppen, der Versorgung mit Nachschub sowie der Evakuierung von Verwundeten.

## Anfänge

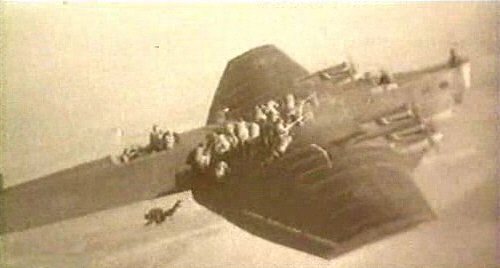
TB-3 beim Absetzen von Fallschirmspringern

Die Entwicklung sowjetischen Transportfliegerkräfte ist eng mit den Luftlandetruppen verbunden. Als Gründungstag gilt der 1. Juni 1931, an dem die erste Luftlandformation mit 12 Tupolew TB-3 und 10 Polikarpow R-5 gebildet wurde. Die TB-3, die bis etwa 1942 der wichtigste Flugzeugtyp der Transportfliegerkräfte blieb, konnte 30 Fallschirmspringer transportieren und als Außenlast wurden leichte Panzer vom Typ T-27 transportiert und per Fallschirm abgeworfen. Leichtere Lasten wurden von den R-5 mit Containern unter den Flügeln transportiert.

## Zweiter Weltkrieg
Zu Beginn des Zweiten Weltkrieges gab es 10 mit Lissunow Li-2 ausgerüstete Fliegerregimenter. Durch Lend Lease kamen amerikanische  C-47 hinzu. Mit den Li-2 und C-47 wurden auch Heerführer und Stäbe geflogen.
Die von der zivilen Luftfahrt übernommenen Besatzungen und Maschinen haben im Krieg 2,5 Millionen Personen und 300.000 Tonnen Kriegsmaterial befördert. Sie haben 300.000 Verwundete aus dem Frontgebiet ausgeflogen, 3.700 t Medikamente und 2.000 t Blutkonserven transportiert. 
Aus dem belagerten Leningrad wurden 53.000 Einwohner, 9.000 verwundete Soldaten und 2.463 t Buntmetalle ausgeflogen und 4.325 t Nahrungsmittel, 1.660 t Waffen und Munition, 128 t Post und 312 t Blutkonserven eingeflogen.
Zu den wichtigsten Lastenschleppern im Krieg gehörten die Polikarpow BDP-2, Antonow A-7 und die G-11, sie wurden sehr häufig für die Versorgung von Partisanen eingesetzt. Als Schlepper dienten DB-3F/Il-4, Tupolew SB, TB-3 und auch die Li-2.
Die Versorgung kleiner abgeschnittener Gruppen und Besatzungen von Brückenköpfen sowie Partisanen führten R-5 und Polikarpow Po-2 durch.
Die Schtscherbakow Schtsche-2 flog neue Triebwerke für Jagdflugzeuge direkt von der Fabrik zum Frontflugplatz und führte verschlissene zur Reparatur zurück. In Kleinserie ist auch die Jakowlew Jak-6 verwendet worden.

## Kalter Krieg
Zwischen 1946 und 1954 wurde zunächst die Iljuschin Il-12T als Truppentransporter, die Il-12D als Absetzmaschine für Fallschirmjäger und die Lastensegler Jakowlew Jak-14 und Zybin Z-25 eingeführt. Und dann in großer Zahl die Iljuschin Il-14 und die Lastensegler durch Hubschrauber vom Typ Jakowlew Jak-24 und Mil Mi-4 ersetzt. Zwischen 1955 und 1959 kam die Tupolew Tu-4 als Transporter und Lastensegelschlepper und die Antonow An-8 sowie die Antonow An-12 hinzu. Ab 1959 vollzog sich der Übergang zu den Typen Antonow An-22, Antonow An-26 und die Iljuschin Il-76.
Beim Manöver „Dwina“ im März 1970 wurden von An-12-Maschinen innerhalb von 22 Minuten circa 8.000 Fallschirmjäger abgesetzt.